# Açude Caxitoré
Açude Caxitoré é um açude brasileiro no estado do Ceará.
Está construído sobre o leito do rio Caxitoré no município de Umirim. Foi concluído em 1962 pelo DNOCS e sua capacidade é de 202.000.000 m³.